# Symmorphus murarius
Symmorphus murarius is een vliesvleugelig insect uit de familie van de plooivleugelwespen (Vespidae). De wetenschappelijke naam is gepubliceerd in 1758 door Linnaeusin de tiende editie van Systema naturae